# اتلهرد وسکس
اتلهرد (به آنگلوساکسون: Æþelheard) (درگذشتهٔ ۷۴۰) پادشاه ساکسون غربی (وسکس) از ۷۲۶ تا ۷۴۰ بود.

## زندگینامه
اتلهرد بنا بر مدرکی مشکوک، برادر زن اینه (به انگلیسی: Ine)، شاه وسکس بود. اینه در ۷۲۶ از قدرت کناره‌گیری نمود و به رم رفت اما از آنجایی که او جانشینی برای خود مشخص نکرده بود درگیری‌هایی بر سر جانشینی او بین اتلهرد و رقیب مدعی دیگری به‌نام اُسوالد اتفاق افتاد. اُسوالد خود را از نسل سیولین، از نخستین شاهان وسکس می‌دانست و به‌همین سبب احتمالاً از شانس بیشتری برای جانشینی برخوردار بود، اما در نهایت اتلهرد که گمان می‌رود از حمایت اتلبالد، شاه مرسیا نیز برخوردار بود با غلبه بر اُسوالد به پادشاهی وسکس رسید.
اتلهرد پس از رسیدن به قدرت مطیع مرسیا بود و اتلبالد در ۷۳۳ بخش وسیعی از قلمروهای وسکس از جمله سامرتون را در اختیار خود گرفت. اتلهرد در ۷۴۰ درگذشت و یکی از خویشانش با نام کوترد جانشین او شد.